# Adolf Pascher
 (octobre 2012).
Adolf Pascher, né le 31 mai 1881 à Tusset, Autriche-Hongrie  (aujourd'hui Stožec, République tchèque) et mort assassiné[réf. nécessaire] le 7 mai 1945, est un phycologue et botaniste, tchèque et autrichien.

## Biographie
Il étudie à l'Université de Prague. En 1905, il présente sa thèse de doctorat. À partir de 1908, il poursuit ses recherches à Doksy, où son ami Victor Langhans a fondé une station zoologique.
Durant l'occupation de la Tchécoslovaquie par l'Allemagne nazie, lors de la Seconde Guerre mondiale, il collabore avec le régime nazi.  Il est assassiné[réf. nécessaire] avec sa femme par des inconnus le 7 mai 1945.

## Recherches
Sa thèse de doctorat est consacrée en genre Gagea mais il se concentre par la suite sur l'étude des protozoaires et les algues vertes.

## Taxinomie

### Botanique

#### Gageasp.
Adolf Pascher a décrit une soixantaine de taxons du genre Gagea entre 1904 et 1907, dont beaucoup de formes. Quatorze noms d'espèces sont encore considérés comme valides :
- Gagea bithynica Pascher
- Gagea bornmuelleriana Pascher
- Gagea chomutovae (Pascher) Pascher
- Gagea cossoniana Pascher
- Gagea fedtschenkoana Pascher
- Gagea hiensis Pascher
- Gagea intercedens Pascher
- Gagea jaeschkei Pascher
- Gagea japonica Pascher
- Gagea juliae Pascher
- Gagea micrantha (Boiss.) Pascher
- Gagea peduncularis (C.Presl) Pascher
- Gagea tenera Pascher
- Gagea vaginata Pascher

#### Autres
On lui doit la description du genre Atropanthe, de la famille des Solanaceae.

### Phycologie
AlgaeBase répertorie un millier de taxons décrits par Adolf Pascher. Il est notamment le descripteur de la division des Cryptophyta et de l'une des acceptions de la division des Chlorophyta. Il est l'auteur  des ordres des Chlorococcales, des Dasycladales, des Desmidiales, etc.

## Hommages
Trois noms valides de genres d'algues rendent hommage à Adolf Pascher :
- Pascherinema De Toni, 1936
- Pascherina P.C.Silva, 1959
- Pascherella W.Conrad, 1926

Plus d'une quarantaine de noms de taxons infragénériques d'algues lui rendent hommage directement ou indirectement. Parmi les taxons encore valides (en octobre 2012) : Caespitella pascheri Vischer, 1933 ; Strombomonas pascheriana (Skvortzov) Deflandre ; Urceolus pascheri Skvortzov, 1924 ; Woloszynskia pascheri (Suchlandt) von Stosch, 1973 etc.

## Œuvres
- Pascher, A. (1912). Zur Gliederung der Heterokonten (Kieine Beiträge zur Kenntnis unserer Mikroflora 3). Hedwigia, 53: 6-22.
- Pascher, A. (1914).  Über Flagellaten und Algen. Berichte der Deutschen Botanischen Gesellschaft, 32: 136–160.
- Pascher, A. (1921). Über die Übereinstimmungen zwischen den Diatomeen, Heterokonten und Chrysomonaden. Ber. dt. Bot. Ges. 39: 236-248.
- Pascher, A. (1931). Systematische Übersicht über die mit Flagellaten in Zusammenhang stehenden Algenreihen und Versuch einer Einreihung dieser Algenstämme in die Stämme des Pflanzenreiches. Beihefte zum Botanischen Centralblatt, 48 (Abteilung II, 2): 317–332.
- Pascher, A. (1937—1939). Heterokonten. In: Dr L. Rabenhorst's Kryptogamen-Flora von Deutschland, Oesterreich und der Schweiz.  Kolkwitz, R. (éd.). Zweite Auflage, Band 11.
- Die Süsswasser-Flora: Deutschlands, Österreichs und der Schweiz (ou Die Süsswasser-flora Mitteleuropas), herausgegeben von (édité par) Prof. Dr A. Pascher. Jena: Gustav Fischer Verlag, 1913-1936[3].
  - Heft 1: Allgemeiner teil, bearbeitet von A. Pascher. — Flagellatae I: Pantostomatinae, Protomastiginae, Distomatinae, bearbeitet von E. Lemmermann, 1914.
  - Heft 2: Flagellatae II: Chrysomonadinae, Cryptomonadinae, Eugleninae, Chloromonadinae und gefärbte Flagellaten unsicherer Stellung, bearbeitet von A. Pascher und E. Lemmermann, 1913.
  - Heft 3: Dinoflagellatae (Peridineae), bearbeitet von A.J. Schilling, 1913.
  - Heft 4: Volvocales = Phytomonadinae. Flagellatae IV = Chlorophyceae I, bearbeitet von A. Pascher, 1927.
  - Heft 5: Chlorophyceae II: Tetrasporales, Protococcales, einzellige Gattungen unsicherer Stellung, bearbeitet von E. Lemmermann, Jos. Brunnthaler und A. Pascher, 1915.
  - Heft 6: Chlorophyceae III: Ulotrichales, Mikrosporales, Oedogoniales, bearbeitet von W. Heering, 1914.
  - Heft 7: Chlorophyceae IV: Siphonocladiales, Siphonales, bearbeitet von W. Heering, 1921.
  - Heft 8: Desmidiaceae, bearbeitet von J. Lütkemüller und R. Grönblad. Not published.
  - Heft 9: Zygnemales, bearbeitet von O. Borge und A. Pascher. 1. Aufl., 1913. Bearbeitet von V. Czurda. 2. Aufl., 1932.
  - Heft 10: Bacillariophyta (Diatomeae), bearbeitet von Friedrich Hustedt. 2. Aufl., 1930.
  - Heft 11: Heterokontae, Phaeophyta, Rhodophyta, Charophyta, bearbeitet von A. Pascher, J. Schiller, W. Migula, 1925.
  - Heft 12: Cyanophyceae, bearbeitet von L. Geitler. — Cyanochloridinae = Chlorobacteriaceae, bearbeitet von L. Geitler und A. Pascher, 1925.
  - Heft 13: Schizomicetes, bearbeitet von K. Kolkwitz. — Fungi, bearbeitet von M. von Minden. — Lichenes, bearbeitet von A. Zahlbruckner. Not published.
  - Heft 14: Bryophyta (Sphagnales, Bryales, Hepaticae), bearbeitet von H. Paul, W. Mönkemeyer, V. Schiffner. 2. Aufl., 1931.
  - Heft 15: Pteridophyten und Phanerogamen, bearbeitet von Prof. Dr H. Glück, 1936.
  - Heft 16: Phytoplankton, bearbeitet von A. Pascher. Not published .
- Süßwasserflora von Mitteleuropa (Freshwater Flora of Central Europe / Flore d'eau douce d'Europe centrale). Reihen-Hrsg. (éds.): Büdel, B., Gärtner, G., Krienitz, L., Preisig, H.-R., Schagerl, M., etc. Gegründet von (fondée par): Pascher, A. Jena/Stuttgart: Gustav Fischer Verlag; Heidelberg: Spektrum Akademischer Verlag (réimpressions et nouveaux volumes), 1978-.
  - Band 1: Chrysophyceae und Haptophyceae. Starmach, K. 1985.
  - Band 1, Teil 2: Chrysophyte and Haptophyte Algae: Synurophyceae. Kristiansen, Jørgen; Preisig, Hans R. 2007.
  - Band 2 : 
    - Teil 1: Bacillariophyceae: Naviculaceae, A: Text; B: Tafeln (plates). Krammer, Kurt; Lange-Bertalot, Horst. 1986.
    - Teil 2: Bacillariophyceae: Bacillariaceae, Epithemiaceae, Surirellaceae. Krammer, Kurt; Lange-Bertalot, Horst. 1988.
    - Teil 3: Bacillariophyceae: Centrales, Fragilariaceae, Eunotiaceae. Krammer, Kurt; Lange-Bertalot, Horst. 1991.
    - Teil 4: Bacillariophyceae: Achnanthaceae, Kritische Ergänzungen zu Achnanthes s.l., Navicula s.str., Gomphonema. Gesamtliteraturverzeichnis Teil 1-4 (bibliographie complète T.1-4). Krammer, Kurt; Lange-Bertalot, Horst. 1991.
 Ergänzter Nachdruck (réimpression avec supplément), 2004.
    - Teil 5: Bacillariophyceae: English and French translation of the keys. Krammer, Kurt; Lange-Bertalot, Horst. 2000.

  - Band 3: Xanthophyceae I. Ettl, Hanus, 1978 (réimpression: 1999). In: Ettl, H., Gerloff, J., Heynig, H. (éds.).
  - Band 4: Xanthophyceae II. Rieth, Alfred, 1980 (réimpression: 1999). In: Ettl, H., Gerloff, J., Heynig, H. (éds.).
  - Band 5: Cryptophyceae und Raphidophyceae.
  - Band 6: Dinophyceae (Dinoflagellida). Popovský, Jirí; Pfiester, L., 1990 (réimpression: 2008).
  - Band 7: Rhodophyta and Phaeophyceae. Eloranta, Pertti; Kwandrans, Janina; Kusel-Fetzmann, Elsalore, 2011.
  - Band 8: Euglenophyceae.
  - Band 9: Chlorophyta I: Phytomonadina. Ettl, Hanus, 1983.
  - Band 10: Chlorophyta II: Tetrasporales, Chlorococcales, Gloeodendrales. Ettl, Hanus; Gärtner, Georg, 1988.
  - Band 11: Chlorophyta III: Chlorophyceae p.p.: Chlorellales, Protosiphonales.
  - Band 12: Chlorophyta IV: Chlorophyceae p.p: Stichococcales, Microsporales - Codiolophyceae: Ulotrichales, Monostromatales.
  - Band 13: Chlorophyta V: Chlorophyceae p.p: Chaetophorales, Trentepohliales, Chlorosphaerales.
  - Band 14: Chlorophyta VI: Oedogoniophyceae: Oedogoniales. Mrozinska, Teresa, 1985 (réimpression: 1999).
  - Band 15: Chlorophyta VII: Bryopsidophyceae: Cladophorales, Sphaeropleales.
  - Band 16: Chlorophyta VIII: Conjugatophyceae I: Zygnemales. Kadlubowska, Joanna, 1984.
  - Band 17: Chlorophyta IX: Conjugatophyceae II: Zygnematales: Mesotaeniaceae - Desmidiales
  - Band 18: Charophyceae. Krause, Werner, 1997.
  - Band 19:
    - Teil 1: Cyanoprokaryota: Chroococcales. Komárek, Jirí, 1998.
    - Teil 2: Cyanoprokaryota: Oscillatoriales. Komárek, Jirí; Anagnostidis, Konstantinos, 2005.
    - Teil 3: Cyanoprokaryota: Heterocytous Genera. Komárek, Jirí; Anagnostidis, Konstantinos, 2013.

  - Band 20: Schizomycetes. Häusler, Jiri, 1982.
  - Band 21:
    - Teil 1: Fungi: Lichens. Thüs, Holger; Schultz, Matthias, 2009.
    - Teil 2: Fungi: Fungi and Fungi-related Microorganisms.

  - Band 22: Bryophyta.
  - Band 23: Pteridophyta und Anthophyta I: Lycopodiaceae bis Orchidaceae. Casper, Jost; Krausch, Heinz-Dieter. 1980.
  - Band 24: Pteridophyta und Anthophyta II: Saururaceae bis Asteraceae. Casper, Jost; Krausch, Heinz-Dieter. 1981.